# Dipoena
Dipoena är ett släkte av spindlar som beskrevs av Tord Tamerlan Teodor Thorell 1869. Dipoena ingår i familjen klotspindlar.

## Dottertaxa tillDipoena, i alfabetisk ordning[1][2]
- Dipoena abdita
- Dipoena aculeata
- Dipoena adunca
- Dipoena ahenea
- Dipoena anahuas
- Dipoena anas
- Dipoena appalachia
- Dipoena atlantica
- Dipoena augara
- Dipoena austera
- Dipoena banksi
- Dipoena bellingeri
- Dipoena beni
- Dipoena bernardino
- Dipoena bimini
- Dipoena bodjensis
- Dipoena boquete
- Dipoena braccata
- Dipoena bristowei
- Dipoena bryantae
- Dipoena buccalis
- Dipoena cartagena
- Dipoena cathedralis
- Dipoena chathami
- Dipoena chickeringi
- Dipoena chillana
- Dipoena convexa
- Dipoena coracina
- Dipoena cordiformis
- Dipoena cornuta
- Dipoena croatica
- Dipoena crocea
- Dipoena destricta
- Dipoena dominicana
- Dipoena dorsata
- Dipoena duodecimpunctata
- Dipoena eatoni
- Dipoena erythropus
- Dipoena esra
- Dipoena flavomaculata
- Dipoena foliata
- Dipoena fornicata
- Dipoena fortunata
- Dipoena galilaea
- Dipoena glomerabilis
- Dipoena grammata
- Dipoena grancanariensis
- Dipoena granulata
- Dipoena gui
- Dipoena hainanensis
- Dipoena hana
- Dipoena hasra
- Dipoena hortoni
- Dipoena hui
- Dipoena insulana
- Dipoena ira
- Dipoena isthmia
- Dipoena josephus
- Dipoena keumunensis
- Dipoena keyserlingi
- Dipoena kuyuwini
- Dipoena labialis
- Dipoena lana
- Dipoena latifrons
- Dipoena lesnei
- Dipoena leveillei
- Dipoena liguanea
- Dipoena lindholmi
- Dipoena linzhiensis
- Dipoena longiventris
- Dipoena lugens
- Dipoena luisi
- Dipoena malkini
- Dipoena meckeli
- Dipoena melanogaster
- Dipoena mendoza
- Dipoena mertoni
- Dipoena militaris
- Dipoena mitifica
- Dipoena mollis
- Dipoena neotoma
- Dipoena nigra
- Dipoena nigroreticulata
- Dipoena nipponica
- Dipoena niteroi
- Dipoena notata
- Dipoena obscura
- Dipoena ocosingo
- Dipoena ohigginsi
- Dipoena olivenca
- Dipoena opana
- Dipoena origanata
- Dipoena orvillei
- Dipoena pacifica
- Dipoena pacificana
- Dipoena pallisteri
- Dipoena parki
- Dipoena pelorosa
- Dipoena peregregia
- Dipoena perimenta
- Dipoena peruensis
- Dipoena petrunkevitchi
- Dipoena picta
- Dipoena plaumanni
- Dipoena polita
- Dipoena praecelsa
- Dipoena pristea
- Dipoena proterva
- Dipoena provalis
- Dipoena puertoricensis
- Dipoena pulicaria
- Dipoena pumicata
- Dipoena punctisparsa
- Dipoena pusilla
- Dipoena quadricuspis
- Dipoena redunca
- Dipoena ripa
- Dipoena rita
- Dipoena rubella
- Dipoena santacatarinae
- Dipoena scabella
- Dipoena seclusa
- Dipoena sedilloti
- Dipoena semicana
- Dipoena seminigra
- Dipoena sericata
- Dipoena sertata
- Dipoena setosa
- Dipoena signifera
- Dipoena silvicola
- Dipoena sinica
- Dipoena standleyi
- Dipoena stellaris
- Dipoena sticta
- Dipoena striata
- Dipoena subflavida
- Dipoena submustelina
- Dipoena sulfurica
- Dipoena taeniatipes
- Dipoena tecoja
- Dipoena tingo
- Dipoena tiro
- Dipoena torva
- Dipoena transversisulcata
- Dipoena trinidensis
- Dipoena tropica
- Dipoena tuldokguhitanea
- Dipoena turriceps
- Dipoena umbratilis
- Dipoena wangi
- Dipoena variabilis
- Dipoena washougalia
- Dipoena waspucensis
- Dipoena venusta
- Dipoena woytkowskii
- Dipoena xanthopus
- Dipoena yutian
- Dipoena zeteki